# スペースX CRS-24
SpX-24としても知られるスペースX CRS-24は、2021年12月21日に打ち上げられた国際（ISS）への商業補給サービスミッション。このミッションはNASAによって契約され、スペースXがカーゴドラゴンを使用して実施した。これは2016年1月に締結されたNASAのCRSフェイズ2契約に基づくにスペースXによる4回目のフライトだった。

## カーゴドラゴン
スペースXはカーゴドラゴンを5回再利用することを計画している。カーゴドラゴンは、宇宙飛行士が搭乗している場合に必要となるスーパードラコ脱出エンジン、座席、操縦装置および生命維持装置なしで打ち上げられる。NASAのCRSフェイズ2契約での新しいカーゴドラゴンはフロリダ州東方の大西洋に帰還する。

## 貨物
NASAはスペースXとCRS-24ミッションの契約を結び、カーゴドラゴン C209の主なペイロード、打ち上げ日および軌道パラメーターを決定した。（これによって、C209のターンアラウンドタイムが効果的に決定され、再利用可能な軌道宇宙船の最短記録である 164.3 日が破られた。）2つの教育用マイクロコントローラー（アストロ・パイと、カリオペ・ミニ）もこのミッションのペイロードの一部としてISSに届けられた。
スペースX CRS-24は、2,989 kg (6,590 lb)を超える科学実験機材、計測器、補給品、ハードウェアおよびクリスマスプレゼントをISSおおび第66次長期遠征のクルーへと届けた。
- 乗組員の補給物資： 386 kg (851 lb)
- 科学調査： 1,119 kg (2,467 lb)
- 船外活動装備： 182 kg (401 lb)
- 宇宙船ハードウェア： 328 kg (723 lb)
- コンピューター資材： 33 kg (73 lb)

### ANITA-2
ANITA-2はESSとの契約によってOHBとSINTEFが開発した微量ガス監視システム
。

### STP-H7
以下のペイロードで構成される技術デモンストレーションミッション：
- CASPR（Configurable Autonomous Sensor Processing Research、「構成可能な自律センサー処理の研究」)、ジンバル作動プラットフォーム上に取り付けられた8U双眼カメラ iSIM-90光学系を含む。
- GARI-1（GAGG放射線観測装置）
- Falcon Neuro
- LASSO（Local Area Space Surveillance Observations、局所的宇宙監視観測）
- OSVW（Ocean Surface Vector Winds、海面ベクトル風）
- PIANO（Phenomenology Imager and Nighttime Observer、現象撮像装置および夜間観測装置）

### STP-H8
マイクロ波放射計のCOWVRおよびTEMPESTで構成される技術デモンストレーションミッション。

## 研究実験
スペースX CRS-24では以下の研究実験が打ち上げられた：
- BioPrint FirstAid - バイオプリンティングでは、生存可能な細胞や生体分子を使用して組織構造を印刷する。
- CASIS PCG 20 - 抗がん剤の送達を改善するヒトのさまざまな病気の治療に用いられるモノクローナル抗体は、液体に溶けにくいため、通常、臨床現場では静脈内投与が必要である。CASIS PCG 20では、メルク研究所が開発したモノクローナル抗体「ペムブロリズマブ」の結晶化作業を継続している。これは、複数のがんをターゲットとする医薬品「キイトルーダ®」の有効成分である。科学者はこの結晶を解析して成分の構造や挙動を詳しく知り、医院や家庭でも投与できるような薬剤の製剤化を目指す。
- Host-Pathogen（宿主-病原体）- 科学者は、宇宙飛行が潜在的に有害な微生物の病原性を高め、ヒトの免疫機能を低下させ、感染症のリスクを高めることがあることを観察した。この結果は、感染性微生物がもたらす潜在的なリスクを評価するのに役立ち、対策開発を支援する可能性がある。これにより、地球上で免疫機能が低下している人のケアを改善できる可能性がある。
- Multi-Variable Platform (MVP) Plant-01 - 多変数プラットフォーム（MVP）Plant-01は、微小重力下における植物の新芽と根の発達をプロファイルし、モニターする。植物は、長期の宇宙飛行や月・火星での居住に向けた人類の生命維持システムの重要な役割を果たす可能性があるが、宇宙で育つ植物は様々な要因でストレスを受け、そのストレスに応じた植物の遺伝子発現の変化が最近の研究で明らかにされている。このような変化を解明することで、宇宙環境での生育に適した植物の設計が可能になると期待されている。
- プロクター・アンド・ギャンブル（P&G）社製洗剤実験のテレサイエンス調査（PGTIDE）- 宇宙ステーションに滞在する宇宙飛行士は、1枚の服を何度も着用し、補給ミッションで届けられた新しい服に着替ているが、月や火星を目指すような長期のミッションでは、貨物容量が限定的なことから補給は選択肢から外されている。プロクター・アンド・ギャンブル社は、NASAとの共同開発により、宇宙での使用に特化した完全分解型洗剤「タイド・インフィニティ」を開発した。宇宙で実証された後、タイドは新しい洗浄方法と洗剤を使用して、地球上で持続可能な低資源使用のランドリーソリューションを推進する計画となっている。
- タービン超合金鋳造モジュール（SCM） - タービン超合金鋳造モジュール（SCM）では、微小重力かで耐熱合金部品を加工するための商用製造装置の試験を行っている。合金とは、少なくとも2種類の異なる化学元素からなる材料で、そのうちの1つが金属からなるものである。
- 市民科学と学生ペイロードの機会（SPOCS） - 高等教育機関に在籍する学生は、NASAのと市民科学と学生ペイロードの機会（SPOCS）の一環として、微小重力実験を設計および構築することができる。彼らの実験の一環として、選択されたチームは幼稚園から12年生の学生を市民科学者として参加させる。市民科学は、専門の科学者でない個人が実世界の研究に貢献することを可能にする。NASAのSTEMオン・ステーション・プロジェクトは、コロンビア大学の無重力状態における抗生物質耐性の研究と、アイダホ大学の無重力がバクテリアに耐性のあるポリマーに与える影響についての研究を含む、このスペースX補給ミッションで飛行する実験を資金提供している。

欧州宇宙機関（ESA）の研究と活動：
- ESAの細胞骨格実験は生物学的研究であり、試験管内細胞培養物が無重力状態にさらされたときのRhoGTPaseの変化機能を明らかにすることを目的としていた。細胞骨格実験では、無重力状態にさらされたときに哺乳類の細胞内で起こっている事象を知ることができる[14]。

Rodent Research-18（齧歯類研究18）
- 宇宙飛行士は、宇宙から戻った後、頭痛やかすみ目などの目の問題を経験することがある。Rodent Research-18では、宇宙飛行が視覚機能にどのように影響するかを調査し、網膜の血管系の変化と特定の細胞の相互作用を調査する。これらの影響の背後にあるプロセスと生物学的メカニズムをよりよく理解することは、より効果的な対策の開発をサポートする可能性がある。このミッションでは、宇宙飛行中および宇宙飛行後に眼の構造と機能に見られる不可逆的な酸化的損傷から保護する可能性のある抗酸化物質であるメタロポルフィリンを特に試験することになっていた。また、この研究によって地上の人々の神経血管関連の眼疾患や網膜変性の新しい治療法にもつながる可能性が期待されている。

## ISSハードウェア
以下のISSハードウェアがスペースX CRS-24で打ち上げられた：

### 打ち上げ
- 小型海洋風ベクトル放射計（COWVR） - この測定器はドラゴンのトランクに搭載され、海面上の風向と風速を測定する。
- 嵐と熱帯系のための経時的実験（TEMPEST） - この測定器はドラゴンのトランクに搭載され、大気の湿度を調査する。
- 水素センサー - 生成された酸素中の過剰な水素の存在を監視し、酸素生成システムのセルスタックの警告サインをNASAに知らせるのに役立つ、重要な環境制御と生命維持システムのハードウェア。
- 運動ネットワーク（KRAKN）エレクトロニクスボックス内の先進的抵抗性運動装置（ARED）知識取得アセット - このエレクトロニクスボックスは、乗組員が軌道上で利用し、彼らの運動ニーズをサポートするために、高度な抵抗性運動装置の従来の計測ボックスをアップグレードする。
- 遠隔電力制御モジュール（RPCM）タイプVインターナル - 現在設置されている劣化したユニットと交換することが計画されたこのRPCMタイプVインターナルは、ISS全体に電力を分配することで電子電力システム全体を支援する。
- 冷蔵庫- 軌道上の冷蔵庫が故障した場合、この予備の冷蔵庫が軌道上で必要な保冷機能を提供し、第66次および67次長期滞在中の複数の調査を支援する。
- EXPRESS流量計 - これらの重要な予備部品は、軌道上のEXPRESS（Expedite the Processing of Experiments to the Space Station）ラックに対応する制御弁をに命令するための信号を提供し、ペイロードの調査に必要な機能を提供する。
- 齧歯類研究のハードウェア - Spx-24期間中の齧歯類に特化した研究ミッションに求められる齧歯類、飼育ケージ、運搬器および支援ハードウェア。

### 帰還
- 水素ドーム - 酸素発生装置（OGS）の重要部品の一つとして、この水素ドームユニットは寿命末期の特性を観察された期間を経て、2021年10月に取り外されて交換された。このユニットは試験、解体および評価と、将来の軌道上での需要をサポートするための改修のために帰還させられる。
- 尿処理アッセンブリーの蒸留アッセンブリー - 軌道上での尿の蒸留および処理に使用された重要な環境制御・生命維持システムの軌道上交換ユニット。このハードウェアは将来のスペア需要と、将来の軌道上探査の目的をサポートするための評価と回収のために地上に戻される。
- アビオニクス・エア・アッセンブリー・ファン - 試験、分解、評価および改修のために地上に戻す計画があるため、この重要な高速ファンはノード3水処理アッセンブリー（WPA）ラックに取り付けられていた。
- 全有機炭素分析器 - ISSに搭載された回収水中の全有機炭素濃度を評価するために設計されたハードウェア。この装置は7年間の連続運用の後で、回収のために地上に戻された。
- CO2/相対湿度サンプルコンテナー - 改良されたシャトル時代のサンプル採取容器技術は、ペイロードサンプルの収集と重要な探査開発目標の支援を行うために改良され、サーマルアミンおよび4ベッド二酸化炭素除去技術の実証。
- 齧歯類研究運搬器 - 運搬器ははスペースX CRS-24ミッションの期間中の齧歯類研究を支援するために使用されたあとで地上に戻される。これらの運搬器は改修され、今後の齧歯類ミッションでの短期的な需要をサポートする。

## CubeSat
このミッションでは5機のCubeSatの展開が計画され、2022年1月26日に日本のロボットアームがきぼうのエアロックがナノラックスNRCSD-22を引き出し、その後、NRCSD-22が5機のCubeSat（ELaNa 38）を射出した：
- DAILI（Daily Atmospheric and Ionospheric Limb Imager、日々の大気および電離圏突出撮影装置）- エアロスペース・コーポレーション（英語版）（カリフォルニア州エルセグンド
- FEES2 (Flexible Experimental Embedded Satellite 2、柔軟な実験的組み込み衛星2号)
- GASPACS（英語版）（Get Away Special Passive Attitude Control Satellite、ゲッタウェイスペシャル（英語版）受動姿勢制御衛星）- ユタ州立大学（ユタ州ローガン）[15]
- PATCOOL（Passive Thermal Coating Observatory Operating in Low-Earth Orbit、地球低軌道で活動する受動的熱被覆天文台）- NASA、ケネディ宇宙センター（フロリダ州）およびフロリダ州立大学
- TARGIT（Tethering and Ranging mission of the Georgia Institute of Technology、ジョージア工科大学のテザリングおよび測距ミッション）- ジョージア州アトランタ[16]

## 帰還
4枚のパラシュートのうちの1枚が展開時に他のパラシュートに引っかかった。同様の問題がスペースX Crew-2でも起きた。